# Bean (Name)
Bean (engl. bean „Bohne“) ist ein Familienname, der vorwiegend im englischsprachigen Raum vorkommt.

## Namensträger

### A
- Aaron Bean (* 1967), US-amerikanischer Politiker
- Alan Bean (1932–2018), US-amerikanischer Astronaut und Maler
- Alexander Bean, legendäres Oberhaupt einer schottischen kannibalistischen Familie
- Andy Bean (Golfspieler) (1953–2023), US-amerikanischer Golfer
- Andy Bean (Schauspieler) (* 1984), US-amerikanischer Schauspieler
- Anthony Bean (* 1957), australischer Botaniker

### B
- Barton Appler Bean (1860–1947), US-amerikanischer Fischkundler
- Benning M. Bean (1782–1866), US-amerikanischer Politiker
- Billy Bean (Gitarrist) (1933–2012), US-amerikanischer Jazz-Gitarrist
- Billy Bean (Baseballspieler) (1964–2024), US-amerikanischer Baseballspieler
- Bruce Bean (* 1951), US-amerikanischer Neurobiologe
- Bubba Bean (* 1954), US-amerikanischer American-Football-Spieler

### C
- Charles Bean (1879–1968), australischer Kriegsberichterstatter und Historiker
- Colin Bean (1926–2009), englischer Schauspieler
- Colter Bean (* 1977), US-amerikanischer Baseballspieler
- Curtis Coe Bean (1828–1904), US-amerikanischer Politiker

### D
- Danielle Bean, US-amerikanische Biathletin, Triathletin und Marathonläuferin
- DeVon Bean (* 1975), bermudischer Sprinter

### F
- Floyd Bean (1904–1974), US-amerikanischer Jazzmusiker

### G
- Gastone Bean (* 1936), italienischer Fußballspieler und -trainer
- George Bean (Musiker) (1930–2015), US-amerikanischer Trompeter
- George Ewart Bean (1903–1977), englischer Archäologe

### I
- Isabelle Bean (1862–1939), englisch-australische Frauenrechtlerin, Feministin und Theosophin

### J
- Jai Bean (* 2002), bermudischer Fußballspieler
- Jake Bean (* 1998), kanadischer Eishockeyspieler
- Jeff Bean (* 1977), kanadischer Freestyle-Skifahrer

### M
- Margaret Bean (* 1953), Radrennfahrerin aus Guam
- Melissa Bean (* 1962), US-amerikanische Politikerin
- Mollie Bean (19. Jahrhundert), US-amerikanische Soldatin

### N
- Nicolas Bean (* 1987), kanadisch-italienischer Shorttracker
- Noah Bean (* 1978), US-amerikanischer Schauspieler
- Norman Bean (* 1925), US-amerikanischer Kameramann und Dokumentarfilmer

### O
- Orson Bean (1928–2020), US-amerikanischer Schauspieler

### P
- Philip Bean (* 1936), britischer Kriminologe

### R
- Richard Bean (Kryptoanalytiker), australischer Mathematiker und Kryptoanalytiker
- Richard Bean (Dramatiker) (* 1956), britischer Dramatiker, verfasste u. a. Made in Dagenham
- Richard Bean (Musiker), US-amerikanischer Singer-Songwriter
- Richard Bean (Regisseur) (* 1965), französischer Schauspieler und Regisseur
- Richard W. Bean, Regisseur und Drehbuchautor
- Roger Bean (* 1945), britischer Biathlet
- Roy Bean (1825–1903), US-amerikanische Figur des Wilden Westens

### S
- Sean Bean (* 1959), britischer Schauspieler
- Shoshana Bean (* 1977), US-amerikanische Musicaldarstellerin und Sängerin

### T
- Tarleton Hoffman Bean (1846–1916), US-amerikanischer Ichthyologe

### V
- Vaughn Bean (* 1974), US-amerikanischer Boxer

### W
- William Jackson Bean (1863–1947), englischer Botaniker

## Fiktive Personen
- Mr. Bean, Figur des britischen Komikers Rowan Atkinson